# Attila (kleding)

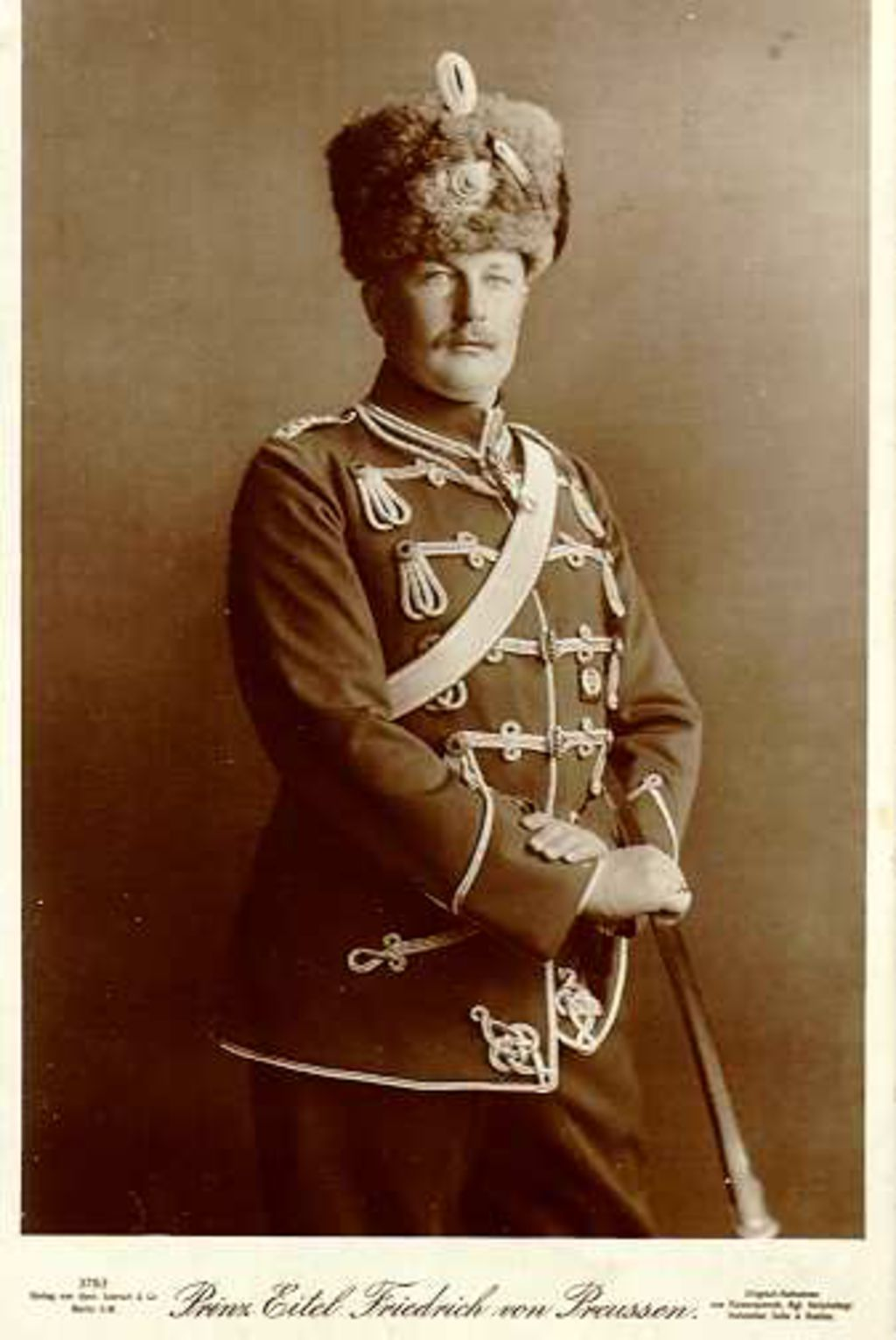
Prins Eitel Frederik van Pruisen met attila, ca. 1913

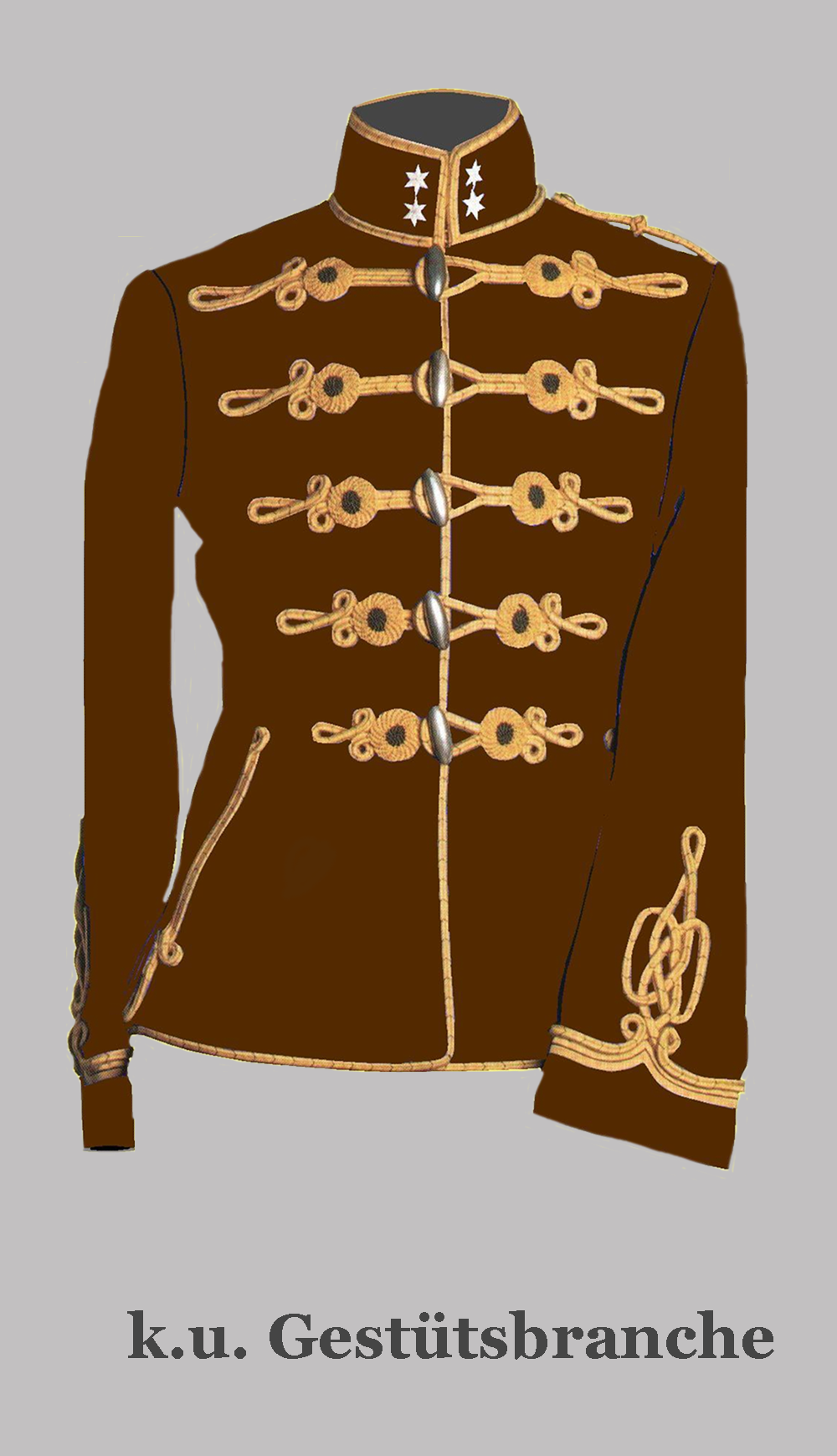
Paradeattila van een korporaal van het koninklijke Hongaarse paardendepot, 19e eeuw

Een attila is een uniformjas met lange mouwen en opstaande kraag die door huzaren gedragen werd. De jas verving vanaf 1849 de kortere dolman in het Oostenrijks-Hongaarse Kaiserlich-und-Königliche (k.u.k.)-Armee. Na verloop van tijd werd de attila overgenomen door alle andere Europese legers.
De grote mogendheden, zoals Frankrijk, Groot-Brittannië, Duitsland, Oostenrijk-Hongarije en Rusland, waren in de 18e en 19e eeuw politiek en militair toonaangevend. Kleinere mogendheden namen de militaire kledij en uitrusting die in deze machtige staten gedragen werd over. Typische voorbeelden hiervan zijn de van oorsprong Oost-Europese dolman en de attila, die in vrijwel alle West-Europese legers werden ingevoerd bij bereden artillerie- en huzarenregimenten.
De attila is aan de voorzijde verfraaid met tressen, die een knoop-en-lussluiting vormen. De jas is verder versierd met bijv. passement, knopen, koorden, galon of soutache, soms van zilver- of gouddraad. De motieven zijn vaak ontleend aan de versieringen van Hongaarse en Kroatische magnatenkostuums uit de 16e eeuw. De Hongaarse attila was doorgaans helder rood, maar de kleuren van de stof en versiering verschilden per regiment.

## Nederland
In Nederland wordt de attila sinds 1867 gedragen door militairen van de Nederlandse cavalerie. Ook militairen van het KNIL droegen de attila. De attila van het "groot tenue"  van de cavalerie was donkerblauw met "nassaublauwe" koordversieringen voor het 2e en 4e regiment en rode versieringen voor het 1e en 3e regiment. De koordversieringen op de voorkant van de jas worden tressen genoemd. Op elke ondermouw is van koord een zogenaamde Hongaarse knoop gelegd, terwijl op de rugzijde van hetzelfde koord en soutache een aantal krullen gelegd is. Op de schouders zijn van koord epauletten in de vorm van klaverbladen met steel gelegd, en aan beide zijden van de staande kraag een krul van soutache. De tressen waren verstevigd met staaldraad, zodat ze bescherming boden tegen sabelhouwen.
Na 1912 werd de attila vervangen door het grijsgroene standaardtenue, en alleen nog gedragen als onderdeel van de geklede en ceremoniële tenue van de regimenten huzaren. 
Na de Tweede Wereldoorlog werden alleen nog attila’s met blauwe versieringen gedragen. De kleur van de lus op de opstaande kraag geeft nu aan tot welk regiment de ruiter behoort: 
- blauw: Huzaren van Boreel
- hemelsblauw: Huzaren Prinses Catharina-Amalia
- wit: Huzaren van Sytzama
- rood: Huzaren Prins Alexander
- oranje: Huzaren Prins van Oranje.[7][8][9]

Trompetters van het Cavalerie Ere-Escorte dragen een dolman met rode tressen en versieringen.